# Delme Thomas
William Delme Thomas (* 12. September 1942 in Bancyfelin, Carmarthenshire) ist ein ehemaliger walisischer Rugby-Union-Spieler, der in der zweiten Reihe spielte. Er war für die walisische Nationalmannschaft und die British and Irish Lions aktiv.
Thomas begann mit dem Rugbysport im Alter von zwölf Jahren. Zuvor hatte er vor allem Fußball gespielt. 1966 wurde er erstmals für eine Tour der Lions eingeladen, ohne vorher ein Länderspiel für Wales bestritten zu haben. Sein Nationalmannschaftsdebüt folgte gegen Neuseeland beim zweiten Test der Serie. Er verdrängte damit den eigentlichen Kapitän Mike Campbell-Lamerton. 1968 war er erneut Teil der Lions und musste in zwei Testspielen in der ersten Reihe spielen. Beide Serien gingen klar verloren, die Auswahl gewann kein Spiel gegen die Nationalmannschaften. 1971 gelang die bislang einzige erfolgreiche Serie der Lions in Neuseeland, Thomas war wieder dabei.
1972 führte Thomas den Llanelli RFC als Kapitän zum Gewinn der walisischen Meisterschaft und zu einem Sieg über die neuseeländischen All Blacks, der in die Geschichte einging. Ein Jahr zuvor hatte er mit Wales den Grand Slam bei den Five Nations gewonnen.